# 삼총사 (영화)
《삼총사》는 알렉상드르 뒤마의 소설이며, 여러 해에 걸쳐 영화화되었다.

## 영화
- 삼총사 (1903년)
- 삼총사 (1911년)
- 삼총사 (1914년)
- 삼총사 (1916년)
- 삼총사 (1921년)
- 삼총사 (1935년)
- 삼총사 (1939년)
- 삼총사 (1948년)
- 삼총사 (1953년)
- 삼총사 (1961년)
- 삼총사 (1969년)
- 삼총사 (1973년)
- 삼총사 (1993년)
- 삼총사 3D (2011년)

## 애니메이션
- 삼총사 (1992년 영화)